# Buergeryt
Buergeryt (burgeryt) – turmalin żelazowy, minerał z gromady krzemianów, zaliczany do grupy turmalinów.
Nazwa pochodzi od nazwiska krystalografa Martina Juliana Buergera (1903-1986). Jest minerałem bardzo rzadkim.

## Charakterystyka

### Właściwości
Tworzy kryształy słupkowe, wykazujące zazwyczaj zbrużdżenia. Bywa spotykany w skupieniach ziarnistych. Jest izomorficzny z innymi turmalinami: elbaitem, dravitem, schorlem, uvitem. Jest kruchy, przeświecający. Niekiedy wykazuje barwną migotliwość (iryzację) o barwie brązu. 

### Występowanie
Spotykany w niektórych kwaśnych skałach magmowych np. ryolitach, pegmatytach.
Miejsca występowania: Meksyk – Mexquitic.

### Zastosowanie
- Kamień interesujący dla kolekcjonerów.
- W jubilerstwie – ograniczone do okazów jaśniejszych.
- Bywa szlifowany na potrzeby ekspozycji muzealnych.